# Gramophone Company
La Gramophone Company, fondata nel Regno Unito, fu una delle prime compagnie di registrazione, e divenne poi un'antenata dell'etichetta "His Master's Voice" (HMV). Anche se la società venne fusa con la Columbia Graphophone Company nel novembre del 1931 per formare la "Electric and Musical Industries Limited" (EMI), il nome dell'azienda "The Gramophone Company Limited" continuò ad essere usato in Gran Bretagna negli anni 1970, ad esempio, sull'etichetta del disco The Dark Side of the Moon dei Pink Floyd, le cui copie in vinile portavano il copyright "1973 The Gramophone Company, Ltd.").